# Накалипитек
Накалипитек (лат. Nakalipithecus) — доисторический гоминид, обитавший в Кении в позднем миоцене 10 млн лет назад. Известен только один вид Nakalipithecus nakayamai. Был описан в 2007 году по одиннадцати зубам и челюсти, найденным в 2005 году группой японских и кенийских исследователей в регионе Накали, Кения, которые дали родовое наименование, означающее «обезьяна из Накали». В видовом наименовании увековечена память одного из первооткрывателей, геолога Кацухиро Накаямы.

## Описание
Зубы ископаемого существа покрыты толстым слоем эмали, что указывает на питание твердыми объектами, вероятно, семенами и орехами. Первооткрыватели считают его возможным общим предком горилл, шимпанзе и людей или первым и главным членом подсемейства Homininae (Dryopithecini), после которого эволюция обезьян и людей происходила в разных направлениях.
Накалипитек похож на уранопитека, другого доисторического гоминида, обитавшего на Балканском полуострове; эти два рода могут быть родственными. Их существование является подтверждением того, что отделение людей от обезьян происходило не ранее, чем 8 млн лет назад.
Кроме того, существование в Африке в этот период родственного людям вида обезьян подтверждает африканскую теорию происхождения человека. Противоположная точка зрения, что в эпоху миоцена человекообразные обезьяны в Африке вымерли и позже вновь заселили её из Азии, подтверждается находкой анойяпитека. Но возможно, что накалипитек — это ранний мигрант из Евразии, как и самбуропитек, а общий предок горилл, шимпанзе и людей вернулся в Африку ещё чуть позже — 7—8 млн лет назад. Пропонент теории аутсорсинга канадский антрополог Дэвид Беган из Университета Торонто считает, что последний общий предок африканских человекообразных обезьян и людей появился в Африке, но события, которые привели к расхождению азиатской и африканской линий человекообразных обезьян произошли в Европе примерно за 2 млн лет до появления N. nakayamai.